# 大呂興湖

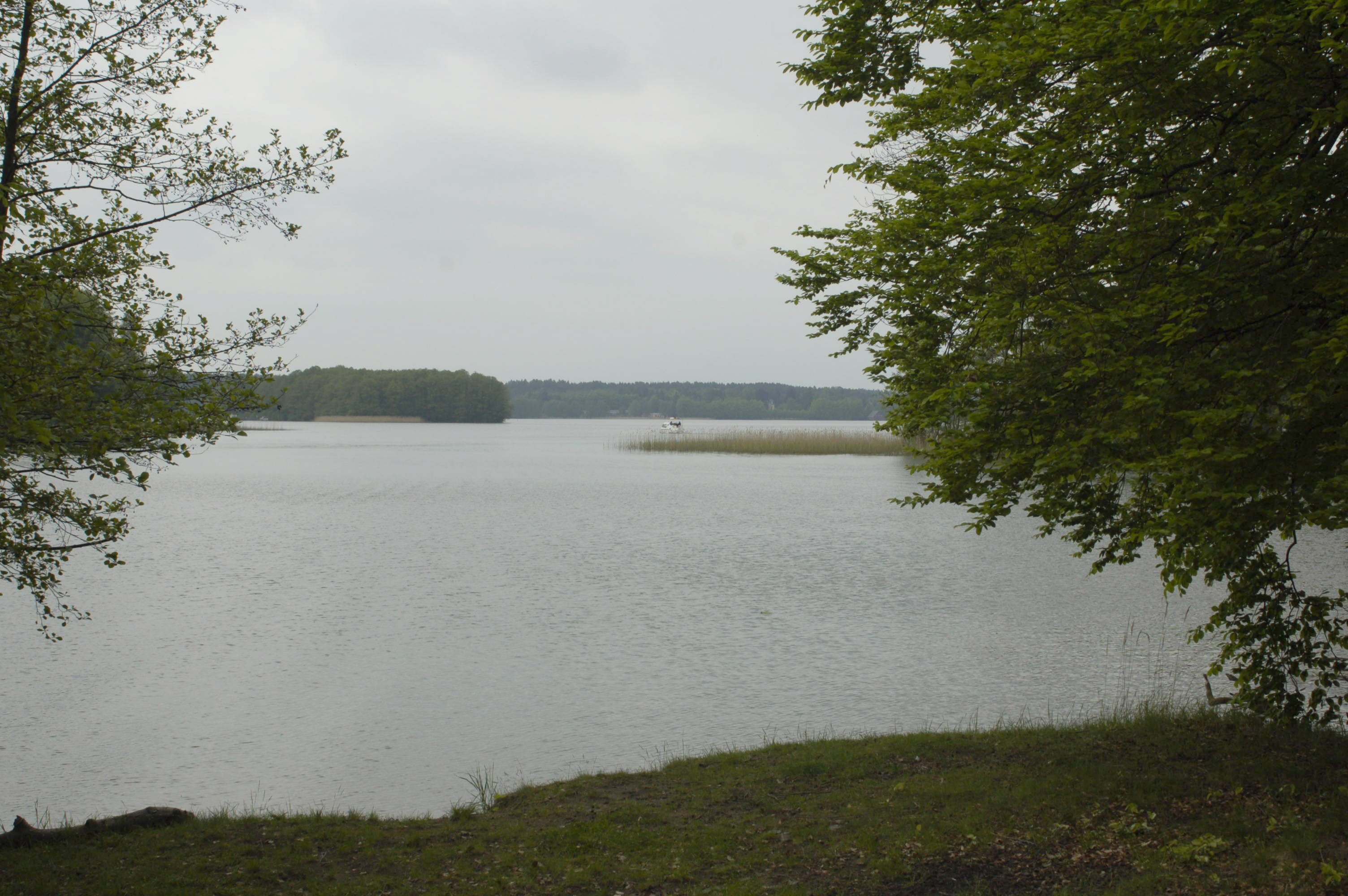

53°12′08″N 13°17′07″E / 53.202125°N 13.285217°E
大呂興湖（德語：Großer Lychensee），是德國的湖泊，位於該國西南部，由勃蘭登堡州負責管轄，處於烏克馬克縣，面積2.9平方公里，海拔高度53米，最大水深19米，水體容量1,757萬立方米。